# 25
25（二十五、廿五、にじゅうご、ねんご、はたちあまりいつつ）は、自然数また整数において、24の次で26の前の数である。

## 性質
- 25 は合成数であり、正の約数は 1, 5, 25 である。
  - 約数の和は31。
    - 約数の和が奇数になる8番目の数である。1つ前は18、次は32。
    - 約数の和が素数になる5番目の数である。1つ前は16、次は64。

  - 約数を3個もつ3番目の数である。1つ前は9、次は49。
    - 約数を n 個もつ n 番目の数である。1つ前は3。次は14。(オンライン整数列大辞典の数列 A073916)
    - 素数を2乗した数 (この場合は 25 = 52) は、正の約数の個数が3である合成数である。

  - σ(n) − n が完全数になる2番目の数である。1つ前は6、次は28。(ただしσは約数関数、オンライン整数列大辞典の数列 A237286)
    - 完全数でない数では最小である。次は652。
- 25 = 52
  - 5番目の平方数である。1つ前は16、次は36。
  - n = 2 のときの 5n の値とみたとき1つ前は5、次は125。
  - n = 2 のときの (2n + 1)n の値とみたとき1つ前は3、次は343。(オンライン整数列大辞典の数列 A085527)
  - n = 2 のときの 5n! の値とみたとき1つ前は5、次は15625。(オンライン整数列大辞典の数列 A220078)
  - 素数 p = 5 のときの p2 の値とみたとき1つ前は9、次は49。(オンライン整数列大辞典の数列 A001248)
  - 25 = 52 であり、最小のフリードマン数である。次は121。
    - 平方数がフリードマン数になる最小の数である。次は121。

  - n ≧ 2 における 5n および 末尾が 5 の整数の2乗（あるいは偶数乗）の下2桁は必ず 25 となる。
- 2の倍数でも3の倍数でもない数で、初めて合成数になる数である。なお、2 と 3 を除く素数は全て 6n ± 1 の形で表せる。次は35。(オンライン整数列大辞典の数列 A038509)
- 1/25 = 0.04
  - 逆数が有限小数になる8番目の数である。1つ前は20、次は32。
  - 2i × 5j (i ≧ 0, j ≧ 0) で表せる8番目の数である。1つ前は20、次は32。(オンライン整数列大辞典の数列 A003592)
- 約数に5が含まれるN進法では、逆数が有限小数になる。
  - 例．1/1A(15) = 0.09(15)、1/15(20) = 0.0G(20)
- 一方、約数に5が含まれないN進法では、逆数は循環小数になる。
  - 例. 1/41(6) = 0.01235…(6)、1/27(9) = 0.0321385675…(9)、1/19(16) = 0.0A3D7…(16)、1/17(18) = 0.0CH5…(18) (下線部はそれぞれの循環節)。
- 9番目の半素数である。1つ前は22、次は26。
- 25 = 32 + 42
  - 異なる2つの平方数の和で表せる6番目の数である。1つ前は20、次は26。(オンライン整数列大辞典の数列 A004431)
  - 平方数の和で2通りに表せる最小の数は 52 + 52 = 12 + 72 = 50 だが、0を含めると、02 + 52 = 32 + 42 = 25 となり、最小である。
  - 52 = 32 + 42
    - 平方数が異なる2つの平方数の和で表せる最小の数である。次は100。(オンライン整数列大辞典の数列 A134422)
      - ここに現れる 3，4，5 はピタゴラス数である。

    - 連続整数の平方和が平方数となる数とみたとき最小の数である。次は841。(841 = 292 = 202 + 212)

  - n = 3 のときの n2 + (n + 1)2 の値とみたとき1つ前は13、次は41。(オンライン整数列大辞典の数列 A001844)
  - 4番目の中心つき四角数である。
  - n = 2 のときの 3n + 4n の値とみたとき1つ前は7、次は91。(オンライン整数列大辞典の数列 A074605)
- 十進法では 100÷4 = 25 となるため、25の倍数は下二桁が 25, 50, 75, 00 のいずれかになる。
  - 同じく、252 = 625、253 = 15625、254 = 390625 … と、25の累乗数は、常に下二桁が 25 となる。下二桁に注目するとこのような性質数は、他に 75, 24, 76 がある。
  - 4番目の自己同形数である。1つ前は6、次は76。
  - n と n3 の下2桁が同じになる3番目の数である。1つ前は24、次は49。(オンライン整数列大辞典の数列 A008856)
- π(100) = 25 (ただしπ(x)は素数計数関数)
  - 100までの素数は25個ある。次の200までは46。(オンライン整数列大辞典の数列 A028505)
- 九九では 5 の段で 5 × 5 = 25 (ごごにじゅうご) と 1 通りの表し方しかない。九九で 1 通りの表し方しかない数は他に 1, 49, 64, 81 のみである。
- 25! = 15511210043330985984000000 である（26桁）。桁数と元の数が逆転する値（log10 x! > x となる x の値）。
- 25は2を加えると立方数になる唯一の平方数である。
- 25 = 4! + 1 であるが、これは n! + 1 で表せる最小の平方数である。次は121。(オンライン整数列大辞典の数列 A085692)
- 各位の和が25となるハーシャッド数の最小は4975、10000までに7個ある。
- 各位の和が7になる3番目の数である。1つ前は16、次は34。
- 各位の平方和が29になる最小の数である。次は52。(オンライン整数列大辞典の数列 A003132)
  - 各位の平方和が n になる最小の数である。1つ前の28は1115、次の30は125。(オンライン整数列大辞典の数列 A055016)
- 各位の立方和が133になる最小の数である。次は52。(オンライン整数列大辞典の数列 A055012)
  - 各位の立方和が n になる最小の数である。1つ前の132は111144、次の134は125。(オンライン整数列大辞典の数列 A165370)
- 各位の積が10になる最小の数である。次は52。(オンライン整数列大辞典の数列 A199990)
- 25 = 3 × 23 + 1
  - 3番目のカレン数である。1つ前は9、次は65。
  - 6番目のプロス数である。1つ前は17、次は33。
- 252 = 625 が平方数において異なる2つの整数の平方和で表せる最小の数より、斜辺が25の直角三角形は3辺の長さが整数になる異なる直角三角形をもつ最小の斜辺の値である。次は50。(オンライン整数列大辞典の数列 A084646)
  - 252 = 72 + 242 = 152 + 202
  - 異なる n 個の整数の辺の直角三角形をつくる最小の斜辺の値とみたとき1つ前の1個は5、次の3個は125。(オンライン整数列大辞典の数列 A006339)

## その他 25 に関連すること
- 原子番号 25 の元素はマンガン (Mn) である。
- 100 の 1/4。このため、百分率の習慣から、25 は「四半」を意味することが多い。例：25年＝四半世紀。
  - 米国では、25セント硬貨をクォーター（quarter、四半分）とも呼んでいる。
- 日本において、衆議院議員、市町村長、地方議会議員の被選挙権は25歳以上。
- TCP/IP では SMTP接続のポート番号。
- 25周年の祝いには、銀が記念品として使われたり、形容詞とされることが多い。たとえば、結婚25周年の祝いを銀婚式といい、25年祭を英語で“silver jubilee”という。
- 西野カナの23rdシングル『We Don't Stop』の2つ目のB面(カップリング)曲「25」。
- 安倍なつみのミニアルバム『25 〜ヴァンサンク〜』。
- テレビ番組『パネルクイズ アタック25』。
- 菅原道真は、誕生日と命日が共に旧暦25日であり、多くの天満宮では祭礼が行われる日となっている。
- 大相撲の第25代横綱は西ノ海嘉治郎である。
- ルノー・25。フランスの自動車会社ルノーが製造した乗用車。
- 第25代アメリカ合衆国大統領はウィリアム・マッキンリー（共和党）である。
- 日本の第25代内閣総理大臣は若槻禮次郎（憲政会）である。
- 第25代天皇は武烈天皇である。
- 100以下の自然数に含まれる素数の個数。
- MiG-25 はソ連の戦闘機。
- B-25 はアメリカの爆撃機。
- Su-25 はソ連の軍用機。
- 旧陸軍のチハの装甲は 25mm。
- 火星の自転周期はおよそ25時間である。
- リクルート発行のフリーペーパー『R25』と『L25』。
- 第25代殷王は廩辛である。
- 第25代周王は悼王である。
- 第25代ローマ教皇はディオニュシウス（在位：259年7月22日～268年12月26日）である。
- 易占の六十四卦で第25番目の卦は、天雷无妄。
- クルアーンにおける第25番目のスーラは識別である。
- 年始から数えて25日目は1月25日。
- 電気グルーヴのミニアルバム『25』。
- テレビ愛知、北陸朝日放送、長崎国際テレビ、愛媛朝日テレビの親局ch番号（アナログ）は 25ch。
- ボクシングの世界王座最多防衛記録はヘビー級ジョー・ルイスの25度。
- JIS X 0401、ISO 3166-2:JPの都道府県コードの「25」は滋賀県。
- 麻波25は1996年に結成された日本のミクスチャーロックバンド。2004年に解散。
- 「C25」は3代目日産・セレナの型式。
- 『25』は、花澤香菜 のアルバム。
- 『25』は、イギリスのシンガーソングライター・アデルのアルバム。
- 1986年のスペースシャトル・チャレンジャー号爆発事故はスペースシャトルとしては25回目のフライトだった。(スペースシャトルのミッション一覧参照)
- キハ25形はJR東海の非電化区間向け一般型気動車。

## 符号位置
| 記号 | Unicode | JIS X 0213 | 文字参照          | 名称                      |
| ---- | ------- | ---------- | ----------------- | ------------------------- |
| ㉕   | U+3255  | 1-8-37     | &#x3255; &#12885; | CIRCLED DIGIT TWENTY FIVE |